# Whitefish Lake (Hoholitna River)
Der Whitefish Lake ist ein See im Südwesten Alaskas.

## Lage
Der Whitefish Lake befindet sich auf einer Höhe von 355 m 80 km nordnordwestlich des Lake Clark. Der See besitzt eine Fläche von 33,4 km², eine maximale Längsausdehnung in Ost-West-Richtung von 12 km sowie eine maximale Breite von 3,9 km. Der Whitefish Lake besitzt keine größeren Zuflüsse. Er bildet den Ursprung des Hoholitna River, der den See nach Westen entwässert und Teil des Flusssystems des Kuskokwim River ist. 

## Seefauna
Der Name des Sees leitet sich von den dort vorkommenden Fischen ab. Der englische Begriff whitefish umfasst mehrere Fischarten aus der Familie der Lachsfische, darunter Prosopium cylindraceum ("round whitefish"), die Große Bodenrenke (Coregonus nasus, "broad whitefish") und die Kleine Bodenrenke (Coregonus pidschian, "humpback whitefish") sowie die Heringsmaräne (Coregonus clupeaformis, "lake whitefish").